# Mai és tan fosc
Mai és tan fosc és una pel·lícula documental catalana de l'any 2014 dirigida per la cineasta i guionista Èrika Sánchez. Es va estrenar el 5 de juny de 2014 en la sessió inaugural del Barcelona Creative Commons Film Festival.

## Argument
Èrika Sánchez, al costat d'un reduït equip cinematogràfic, dibuixa un retrat de la vida quotidiana de l'economista i activista Arcadi Oliveres al llarg de dos anys clau, 2011 i 2012, de la seva biografia: des de les lluites estudiantils contra la dictadura franquista a la dècada del 1960, passant pel moviment antiglobalització, la creació del Fòrum Social Mundial a Porto Alegre i el moviment dels indignats. Una road movie que el segueix en el seus viatges que uneixen la lluita col·lectiva amb la solitud en el seu particular evangeli contra el capitalisme.
De l'estrèpit de les masses d'una societat en l'abisme a la lluita individual d'un home per superar els esculls de la condició humana: la seva ocupació com a professor d'Economia Aplicada a la Universitat Autònoma de Barcelona, les seves intervencions a ràdio i televisió, les xerrades en auditoris i les seves relacions familiars.